# Karimnagar (huyện)
Huyện Karimnagar là một huyện thuộc bang Telangana, Ấn Độ. Thủ phủ huyện Karimnagar đóng ở Karimnagar. Huyện Karimnagar có diện tích 11823 ki lô mét vuông. Đến thời điểm năm 2001, huyện Karimnagar có dân số 3477079 người.
Trước năm 2014, huyện thuộc bang Andhra Pradesh. Khi bang Telangana tách ra từ bang Andhra Pradesh, huyện cũng chuyển thuộc về bang Telangana. Kể từ tháng 10 năm 2016, huyện tách ra thêm 3 huyện mới là Jagtial, Peddapalli và Rajanna Sircilla.

## Hành chính
Huyện được chia thành 2 phó huyện (Karimnagar và Huzurabad) và 16 mandal. Sarfaraz Ahmed is the present collector of the district.
| S.No. | Phó huyện Karimnagar | Phó huyện Huzurabad |
| 1     | Kothapalli           | Veenavanka          |
| 2     | Karimanagar          | V.Saidapur          |
| 3     | Karimnagar (rural)   | Sankarapatnam       |
| 4     | Manakondur           | Huzurabad           |
| 5     | Timmapur             | Jammikunta          |
| 6     | Ganneruvaram         | Ellandakunta        |
| 7     | Gangadhar            |                     |
| 8     | Ramadugu             |                     |
| 9     | Choppadandi          |                     |
| 10    | Chigurumamidi        |                     |